# آبردین، نیو ساوت ولز
آبردین (به انگلیسی: Aberdeen) یک شهرک در استرالیا است که در نیو ساوت ولز واقع شده‌است.